# Alvaradoa amorphoides
Alvaradoa amorphoides (tên thông dụng trong tiếng Anh: Mexican alvaradoa) là một loài thực vật thuộc họ Picramniaceae. Đây là một loài bản địa phổ biến tại México. Chúng cũng được ghi nhận tại Florida, trong tình trạng bị đe dọa.